# Ортис, Фелип
Фелип Ортис Марти́нес (исп. Felip Ortíz Martínez; 27 апреля 1977, Льейда, Испания) — испанский футболист, вратарь. Ныне — ассистент тренера «Барселоны Атлетик».

## Карьера в сборной
Ортис входил в состав олимпийской сборной Испании на ОИ-2000, однако не сыграл ни одного матча на том турнире.

## Личная жизнь
Фелип является близким другом воспитанника «Барселоны» Карлеса Пуйоля.

## Достижения
Сборная Испании
- Серебряный призёр Олимпийских игр: 2000[1]